# Inostemma americanum
Inostemma americanum är en stekelart som först beskrevs av William Harris Ashmead 1887.  Inostemma americanum ingår i släktet Inostemma och familjen gallmyggesteklar. Inga underarter finns listade i Catalogue of Life.